# Pella-Tibitiguia
Pella-Tibitiguia, également orthographié Pèla-Tibitiguia, est une localité située dans le département de Tangaye de la province du Yatenga dans la région Nord au Burkina Faso.

## Géographie
Pella-Tibitiguia se trouve à 11 km au nord de Tangaye, le chef-lieu du département, et à 18 km à l'ouest du centre de Ouahigouya. Le village se trouve à 7 km au sud-ouest de la route nationale 2.

## Histoire
L'électrification rurale du village est faite en 2007.

## Santé et éducation
Pella-Tibitiguia accueille un centre de santé et de promotion sociale (CSPS) tandis que le centre hospitalier régional (CHR) se trouve à Ouahigouya.
Le village possède une école primaire publique et un collège d'enseignement général (CEG).